# For Honor
For Honor (укр. «За честь») — відеогра жанру hack and slash, створена Ubisoft Montreal для платформ Microsoft Windows, PlayStation 4 і Xbox One. For Honor виконана в середньовічному антуражі та зосереджена на рукопашних боях у ролі історичних бійців, таких як лицарі, самураї та вікінги. Реліз відеогри відбувся 14 лютого 2017 року.

## Ігровий процес

### Основи
У For Honor гравці борються одні з одними в онлайновій грі, поділившись на дві команди, куди входить від 1 до 4 живих гравців і кілька під контролем штучного інтелекту (оранжеву і синю команди; нападників і захисників). Команди змагаються у контролі над полем бою або знищенні одна одної. Успіхи команд показуються в реальному часі у лівому верхньому куті екрана. Вбиті персонажі респавняться за певний час. За успіхи в боях гравець винагороджується розблокуванням нових можливостей і деталей оформлення свого персонажа.
Для реалізації боїв служить система «Art of battle», особливістю якої проти інших подібних відеоігор є можливість вибору з якого саме боку завдавати ударів і ставити блоки (ліворуч, праворуч або спереду). Різні типи воїнів мають різні характеристики та спеціалізації:
- Авангард (англ. Vanguard) — збалансовані воїни, котрі володіють великим запасом здоров'я, добре броньовані та мають великий радіус атаки, проте порівняно повільні. Це Хранителі в лицарів, Нальотчики в вікінгів і Кенсеї в самураїв.
- Вбивці (англ. Assassins) — найшвидші та спритні, мають мало здоров'я, проте здійснюють контратаки, ховаються і швидко ухиляються від ударів противника. Миротворці, Берсеркери, Орочі.
- Захисники (англ. Heavies) — найповільніші, проте з великими запасом здоров'я і бронею, а також винятково сильні. Завойовник, Воєначальник, Сюґокі.
- Гібриди (англ. Hybrids) — поєднують в собі риси Вбивць і Захисників, наприклад, одночасно атакують і прикриваються щитом, або здатні завдавати ударів з великої відстані. Правоохоронці, Валькірії, Нобуші.

### Фракції
- Лицарі (англ. The Knights) — на руїнах Великої Імперії, в Ешфелді (англ. Ashfeld), лицарі віками були розділені між арміями лордів та мандрівними бандами. Але тепер, об'єднані під одним прапором Аполліона (англ. Apollyon), вони входять до Чорнокам'яного легіону (англ. Blackstone Legion), щоб захистити свої землі від вікінгів та самураїв. Серед них виділяються Хранителі (благородні воїни зі збалансованими атакою і захистом; озброєні мечами), Завойовники (колишні злочинці, сильні в обороні; озброєні ціпами і щитами), Миротворці (спеціально навчені швидкі та тихі воїни; озброєні кинджалами) і Правоохоронці (державні стражі порядку і виконавці вироків, сильні в контратаці; озброєні алебардами).
- Вікінги (англ. The Vikings) — цей народ зник сторіччя тому і нещодавно несподівано повернувся з-за моря. Головна їхня мета — повернути свої колишні володіння, Валькенхейм (англ. Valkeinheim) на півночі. Клани вікінгів борються між собою і з новими жителями Валькенхейму за панування. Воїни вікінгів: Нальотчики (майже без броні, проте з великим радіусом ураження і сильними атаками; озброєні дворучними сокирами), Воєначальники (броньовані та повільні, проте сильні в обороні; озброєні короткими мечами і щитами), Берсеркери (швидкі бійці, здатні вражати кілька цілей одночасно; озброєні двома сокирами) і Валькірії (жриці, універсальні за використанням в бою; озброєні списами).
- Самураї (англ. The Samurai) — після природного катаклізму їхня країна загинула і народ оселився на землях лицарів та вікінгів. Осівши на болотистих пагорбах Міре (англ. Myre), самураї знову процвітають, проте зазнають нападів законних володарів цих земель. Тому самураї вдаються до тренувань винятково майстерних воїнів і підступності, щоб вижити та захистити новий дім. Воїни самураїв: Кенсеї (послідовники бусідо, повільні, проте з великим радіусом ураження; озброєні мечами одачі), Сюґокі (кремезні повільні воїни, проте дуже ефективні проти груп ворогів; озброєні палицями канабо), Орочі (швидкі підступні воїни, але слабкі в обороні; озброєні катанами) і Нобуші (легкоброньована охорона сіл, порівняно слабкі у відкритому бою, але швидко респавняться і підтримують союзників; озброєні наґінатами)[6][7].

### Кампанія
Сюжетний режим виступає пропонує дізнатися передісторію протистояння лицарів, вікінгів і самураїв. Він розділений на 3 глави по 6 місій в кожній, впродовж яких надаються різні герої.

### Змагальні режими
У змагальних режимах між собою борються дві команди, для чого існує 12 різних карт, кожна з цих локацій в декількох варіаціях. У тих самих місцевостях можуть відрізнятися погодні умови і пори року, загалом 60 варіацій. Візуальний стиль карти залежить від того, на території якої фракції вона знаходиться, позаяк армії втрачають і захоплюють території. Фракції постійно змагаються між собою в ефективності, яка вираховується в середньому значенні. Таким чином успіх конкретної фракції та захоплення земель визначає не кількість гравців за неї, а їхня вправність.
- Дуель (англ. Duel) — бій керованих гравцями воїнів сам на сам. При цьому не надається підказок щодо місцеперебування противника;
- Дебош (англ. Brawl) — бої 2 на 2 впродовж п'яти раундів, де переможцем стає команда, яка вбила ворожих героїв. При цьому поле бою наповнене пастками й вбиті воїни не респавняться до кінця раунду;
- Панування (англ. Dominion) — сутички 4 на 4, в яких дві команди борються за набір очок, а потім знищення противників. Вони нараховуються за знищення ворогів та захоплення й утримання контрольних зон. Коли команда набирає 1000 очок, противники перестають респавнитися. Бій триває, поки не буде убито останнього героя протиборчої команди.
- Винищення (англ. Elimination) — низка з п'яти боїв, яка починається з 4 на 4, впродовж яких убиті бійці вибувають. Виграє команда, де лишився хоча б один боєць.
- Сутичка (англ. Skirmish) — бій 4 на 4, де кожен боєць за знищення противників приносить своїй команді очки. Виграє та команда, що першою набирає 1000 очок[8].

## Розробка
Анонс гри відбувся на виставці «E3 2015», де був показаний трейлер і названий рік виходу гри — 2016. Трейлер та демоверсія ігрового процесу гри була представлена на конференції. Для Ubisoft вона стала першлю спробою випустити відеогру в жанрі hack and slash.
Альфа-тестування було назначене на 15-18 вересня 2016 року. У рамках цього тестування розробники мали намір перевірити основні мультиплеєрний механіки із залученням обмеженої кількості користувачів. Тестерам надалася можливість випробувати шістьох воїнів, трьом новим з яких було присвячено окремі трейлери. При цьому з'явилася можливість власноруч формувати їхній вигляд. Були доступні режими «Дуель», «Дебош» і «Панування». Тестування стало наймасштабнішим в історії Ubisoft, залучивши понад 100000 учасників. Загалом кожен гравець у середньому провів за For Honor 4 години 38 хвилин, а всього було вбито 89 млн віртуальних воїнів.
У грудні видавець Ubisoft заявив, що гра потребуватиме постійного підключення до Інтернету, як у мультиплеєрному, так і сюжетному режимах. Новий етап тестування стартував 14 грудня і триватиме до 19 для тих, хто виступав тестерами. З учасників було взято підписку про нерозголошення деталей нововведень. Закрите бета-тестування було анонсовано 15 грудня і почалося 9 лютого 2017 року, а реєстрація на тестування почалася в день анонсу. Там же пропонувалося вибрати, яка фракція найбільш приваблива для гравців: вікінги, лицарі чи самураї. Тестерам і гравцям за найпопулярнішу фракцію обіцяно внутрішньоігрові подарунки. У бета-версії For Honor гравці отримали доступ до 12-и персонажів і нового режиму «Винищення». Фінальна версія вийшла 14 лютого 2017.